# Ariadne (Schiff, 1996)
Die Ariadne ist ein 1996 als Rainbow Bell in Dienst gestelltes Fährschiff der griechischen Reederei Superfast Ferries. Sie wird seit 2023 vorwiegend auf der Strecke von Venedig nach Igoumenitsa und Patras eingesetzt.

## Geschichte

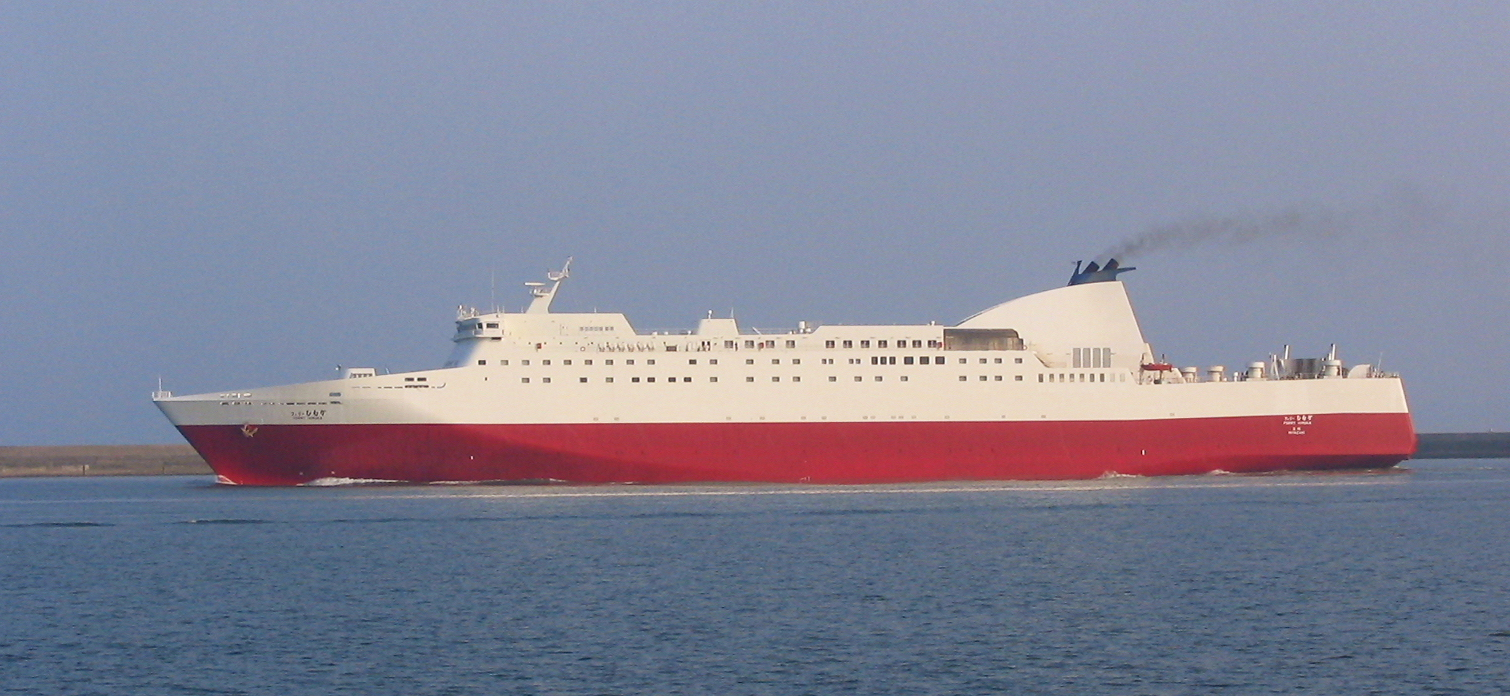
Als Ferry Himuka (2005)

Die Rainbow Bell entstand unter der Baunummer 1020 in der Werft von Mitsubishi Heavy Industries in Shimonoseki und lief am 8. Dezember 1995 vom Stapel. Am 28. März 1996 wurde das Schiff an die japanische Kyu-Etsu Ferry Company abgeliefert und im selben Monat auf der Strecke von Hakata nach Jōetsu in Dienst gestellt.
Im September 2001 beendete die Rainbow Bell ihren Dienst für die Kyu-Etsu Ferry Company. Neuer Eigner wurde die Shuttle Highway Line, die das Schiff ab Juli 2002 zwischen Kyūshū und Yokosuka einsetzte. Im August 2005 ging die Fähre unter dem Namen Ferry Himuka in den Besitz der Reederei Miyazaki Car Ferry über.
Nach gut einem weiteren Jahr Fährdienst in Japan ging die Ferry Himuka im November 2006 an die griechische Reederei Hellenic Seaways und erhielt im Dezember den Namen Ariadne. Im Januar 2007 folgte die Überführungsfahrt von Nagasaki nach Griechenland. Nach der Ankunft des Schiffes in Keratsini im selben Monat folgten Umbauarbeiten für den weiteren Dienst im Mittelmeer. Am 25. September 2007 wurde die Ariadne auf der Strecke von Piräus nach Chania in Dienst gestellt.
In den folgenden Jahren wechselte die Ariadne regelmäßig die Dienststrecke und wurde auch an andere Reedereien verchartert. So war sie von Januar bis März 2008 für die Minoan Lines sowie mehrfach für die ANEK Lines und Algérie Ferries im Einsatz. Ab Oktober 2013 wurde sie wieder von Hellenic Seaways zwischen Piräus, Chios und Mytilini eingesetzt.
Von März 2018 bis Januar 2021 war die Ariadne an die italienische Reederei Tirrenia – Compagnia italiana di navigazione verchartert und verkehrte auf der Strecke von Neapel / Palermo nach Cagliari. Seitdem bediente das Schiff vorwiegend die Strecke von Piräus nach Rhodos, wurde jedoch auch weiterhin für Charterfahrten auf anderen Routen eingesetzt. Seit 2023 wird die Fähre von Superfast Ferries eingesetzt.